# Apeadero de Figueira
El Apeadero de Figueira, igualmente conocido como Apeadero da Figueira, es una antigua plataforma ferroviaria de la Línea del Algarve, que servía a la localidad de Figueira, en el ayuntamiento de Portimão, en Portugal.

## Características y servicios
Este apeadero se encuentra retirado del servicio.

## Historia
El tramo entre Portimão y Lagos de la Línea del Algarve, en el cual este apeadero se inserta, fue inaugurado el 30 de julio de 1922. Este apeadero no fue inaugurado el 1 de noviembre de 1954, en el ámbito de la introducción de las automotores de la CP Serie 0100, siendo construido de forma de ajustarse de la mejor manera a estos vehículos.
En 1984, la Parada de Figueira era utilizada por servicios de pasajeros Regionales y Directos.